# 二十二面體
在幾何學中，二十二面體（icosidihedron）是指有22個面的多面體，在二十二面體當中沒有任何一個形狀是正多面體，換言之即正二十二面體並不存在，但仍有許多由正多邊形組成的二十二面體，例如正二十角柱。
由於二十二面體擁有比二十面體更多的面，因此在化學的分子結構相關研究中，二十二面體以及其他類似的立體被稱為超二十面體（Supraicosahedron），例如在一種含鈷的碳硼化合物就具有二十二面體的結構。
此外要構成二十二面體至少要有13個頂點。

## 在化學中

從正二十面體新增頂點構成的二十二面體

在化學中，二十二面體的分子結構因擁有超過二十個面，因此有時被稱為超二十面體（Supraicosahedron）。
由於球狀的硼烷結構有一種二十面體硼烷，其性質已經被充分研究，近年來，科學家開始研究面數超過二十面的超二十面體硼烷（supraicosahedral boranes），這種超二十面體硼烷是基於具有多於二十面體的12個頂點的多面體。

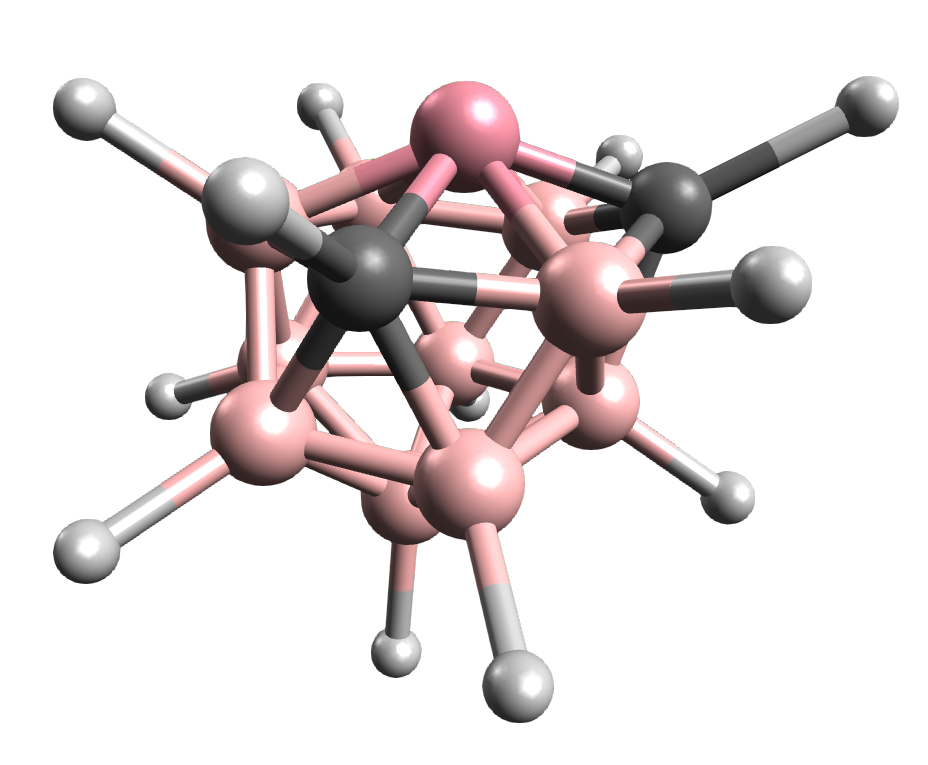
CoC_{2}B_{10}H_{12}結構

最小的超二十面體硼烷，是具有13個頂點的碳硼烷。最小的全部都是三角形面的超二十面體硼烷是加入了鈷的碳硼烷（η5-C5H5)CoC2B10H12），其具有13個頂點和22個面，是一種二十二面體。
這種二十二面體具有2個分支度為6的頂點，這意味著有原子的化學鍵數為6，這在多面體硼烷化學中是不利的結構特徵。有另一種結構是移除了上述二十二面體其中一個分支度為6的頂點上的其中一條邊，這會形成一個由20個三角形面和1個四邊形面組成的二十一面體。

## 常見的二十二面體
常見的二十二面體包含了一些錐體、柱體和一些由錐體與柱體組合並包含22個面形狀，亦有一些拓樸結構明顯與錐體、柱體不同的二十二面體，例如化學中的二十二面體結構。

### 均勻多面體
在均勻多面體中有2種立體具有二十二個面，分別為大十二面半二十面體和小十二面半二十面體。
| 大十二面半二十面體 | 小十二面半二十面體 |

### 詹森多面體
在詹森多面體中有4種立體具有二十二個面，分別為五角帳塔柱、同相雙五角帳塔、異相雙五角帳塔和側帳塔截角立方體。
| 五角帳塔柱 | 同相雙五角帳塔 | 異相雙五角帳塔 | 側帳塔截角立方體 |

此外，亦有兩種詹森多面體的對偶多面體具有二十二個面，分別為对二侧锥正十二面体的對偶多面體和间二侧锥正十二面体的對偶多面體。

### 二十一角錐
二十一角錐是一種底面為二十一邊形的錐體，是二十二面體的一種，其具有22個面、44條邊和22個頂點，其對偶多面體是自己本身。正二十二角錐是一種底面為正二十二邊形的二十二角錐，在施萊夫利符號中可以用{}∨{22}來表示。底邊長為{\displaystyle s}、高為{\displaystyle h}的正二十二角錐體積{\displaystyle V}和表面積{\displaystyle S}為：
{\displaystyle V={\frac {7hs^{2}\cot {\frac {\pi }{21}}}{4}}\approx 11.6105hs^{2}}
{\displaystyle S={\frac {21s\left({\sqrt {4h^{2}+s^{2}\cot ^{2}{\frac {\pi }{21}}}}+s\cot {\frac {\pi }{21}}\right)}{2}}\approx 5.25s\left({\sqrt {4h^{2}+44.0175s^{2}}}+6.63457s\right)}

### 二十角柱
二十角柱是一種底面為二十邊形的柱體，是二十二面體的一種，由22個面60條邊和40個頂點組成。正二十角柱代表每個面都是正多邊形的二十角柱，其每個頂點都是2個正方形和1個二十邊形的公共頂點，頂點圖以{\displaystyle 4{.}4{.}20}表示，因此具有每個角等角的性質（點可遞），可以歸類為半正二十二面體，不過他跟其他較接近球形的半正多面體相比之下變得扁很多。
正二十角柱在施萊夫利符號中可以用{20}×{}或t{2,20}來表示，在考克斯特符號中可以用來表示，在威佐夫符號中可以利用2 20 | 2來表示，在康威多面體表示法中可以利用P20來表示。底邊長為{\displaystyle s}、高為{\displaystyle h}的正二十角柱體積{\displaystyle V}和表面積{\displaystyle S}為：
{\displaystyle V={\frac {20hs^{2}\cot {\frac {\pi }{20}}}{4}}\approx 31.5688hs^{2}}
{\displaystyle S=20s\left(h+{\frac {s\cot {\frac {\pi }{20}}}{2}}\right)\approx 20s\left(h+3.156876s\right)}

### 十角反角柱

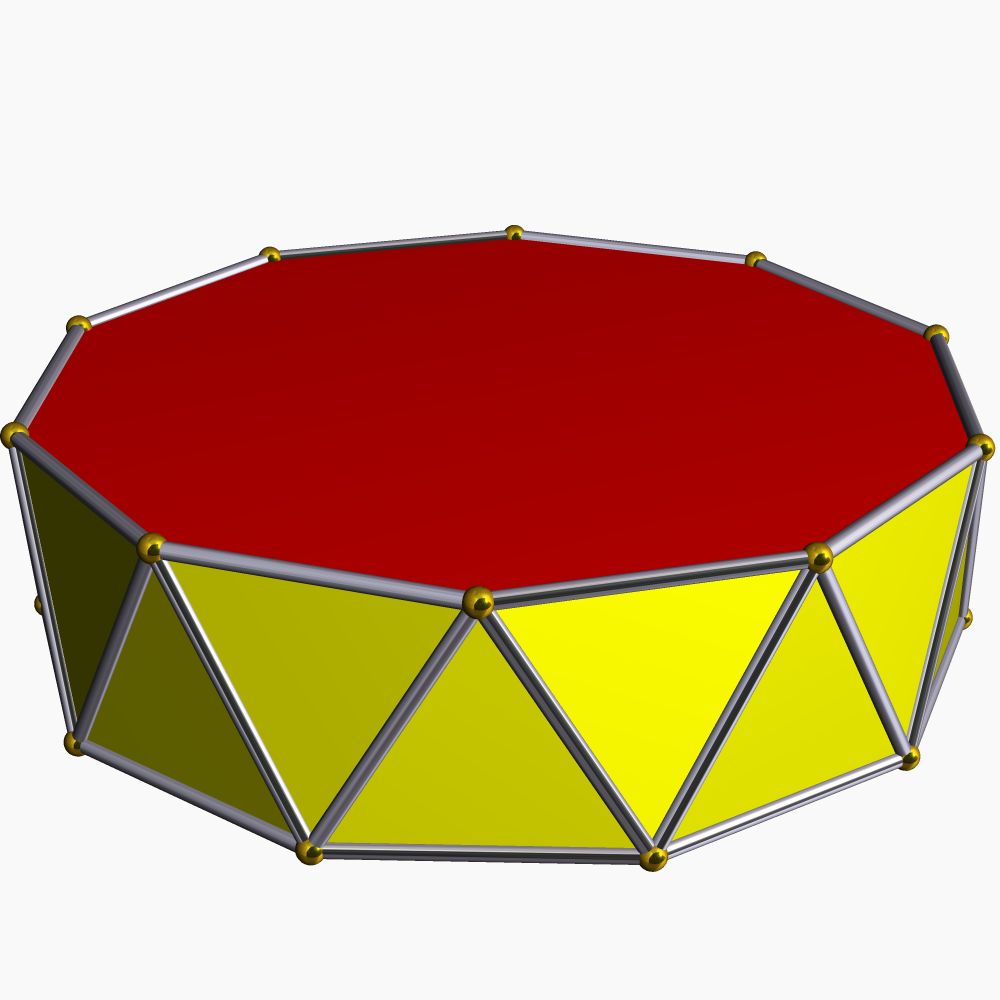
正十角反角柱

十角反角柱是一種底面為十邊形的反角柱，由22個面、40條邊和20個頂點組成。正十角反角柱代表每個面都是正多邊形的十角反角柱，其每個頂點都是3個三角形和1個十邊形的公共頂點，頂點圖以{\displaystyle 3{.}3{.}3{.}10}表示，在施萊夫利符號中可以用{\displaystyle s\left\{{\begin{matrix}2\\10\end{matrix}}\right\}}來表示。邊長為單位長的正十角反角柱體積{\displaystyle V}和表面積{\displaystyle S}為：
{\displaystyle V={\frac {5\left(2-{\frac {1}{{\sqrt {{\frac {\sqrt {5}}{8}}+{\frac {5}{8}}}}+1}}\right)^{3/2}\cot \left({\frac {\pi }{20}}\right)}{6{\sqrt {2}}}}\approx 6.74929}
{\displaystyle S=5\left({\sqrt {3}}+{\sqrt {5+2{\sqrt {5}}}}\right)\approx 24.0487}